# Кшлау-Єлгинська сільська рада
Кшла́у-Єлги́нська сільська рада (рос. Кшлау-Елгинский сельский совет) — муніципальне утворення у складі Аскінського району Башкортостану, Росія. Адміністративний центр — присілок Кшлау-Єлга.

## Населення
Населення — 994 особи (2019, 1185 в 2010, 1347 в 2002).

## Склад
До складу поселення входять такі населені пункти:
| Населений пункт        | Населення, осіб (2002) | Населення, осіб (2010) |
| ---------------------- | ---------------------- | ---------------------- |
| Базанчатово, присілок  | 303                    | 245                    |
| Ваш-Язи, присілок      | 48                     | 16                     |
| Каюмово, присілок      | 12                     | 0                      |
| Кшлау-Єлга, присілок   | 388                    | 345                    |
| Нові Казанчі, присілок | 401                    | 443                    |
| Улу-Єлга, присілок     | 195                    | 136                    |